# Sedež CCTV
Sedež podjetja CCTV je 51-nadstropni nebotičnik, sestavljen iz para združenih stolpov, ki stoji na vzhodni tretji obvoznici, cesti Guanghua v osrednjem poslovnem okrožju Pekinga in služi kot sedež kitajske centralne televizije (CCTV). Rem Koolhaas in Ole Scheeren iz podjetja OMA sta bila arhitekta, odgovorna za stavbo, medtem ko je Cecil Balmond iz podjetja Arup zagotovil kompleksno inženirsko zasnovo. Stavba je med največjimi poslovnimi stavbami na svetu.
Gradnja stavbe se je začela 1. junija 2004, njena fasada pa je bila dokončana januarja 2008. Nekateri arhitekturni kritiki so stavbo označili za »največje arhitekturno delo, zgrajeno v tem stoletju« in jo je Svet za visoke stavbe in urbano okolje leta 2013 razglasil za najboljšo visoko stavbo na svetu.

## Ozadje in kritični sprejem
Arhitekturni kritiki trdijo, da je bil »g. Koolhaas iz Urada za metropolitansko arhitekturo vedno zainteresiran za gradnjo stavb, ki razkrivajo nasprotujoče si energije, ki delujejo v družbi, in stavba CCTV je končni izraz tega cilja«, kar je povzročilo »spolzko simboliko njene zunanjosti«. Po Koolhaasovih besedah zasnova uteleša njegov »optimizem glede namenov kitajske države«, ki jo opisuje kot boljšo sposobno skrbeti za javni sistem kot zahodni kapitalizem.(str.57)
Glavna stavba ni tradicionalni stolp, temveč zanka šestih horizontalnih in vertikalnih odsekov, ki pokrivajo 473.000 m2 površine, kar ustvarja nepravilno mrežo na fasadi stavbe z odprtim središčem. Gradnja stavbe velja za strukturni izziv, še posebej zato, ker je na potresnem območju. Rem Koolhaas je dejal, da stavbe »Kitajci nikoli ne bi mogli zamisliti in Evropejci je nikoli ne bi mogli zgraditi. Po definiciji je hibrid«. Zanka v njeni zasnovi naj bi simbolizirala koncepte kolektivnosti, komunikacije, kontinuitete in integracije. Zaradi njene radikalne oblike naj bi si taksist prvi izmislil njen vzdevek dà kùčǎ (大裤衩), kar v grobem pomeni 'velike boksarice'. Domačini jo pogosto imenujejo velike hlače.
Zgradba je bila sestavljena v treh stavb, ki so bile 30. maja 2007 združene v eno in pol stavbe. Da ne bi prišlo do strukturnih razlik, je bila ta povezava načrtovana za zgodnje jutro, ko se je jeklo v obeh stolpih ohladilo na enako temperaturo. Stavba CCTV je bila del medijskega parka, namenjenega oblikovanju pokrajine javne zabave, zunanjih snemalnih prostorov in produkcijskih studiev kot podaljšek osrednje zelene osi poslovnega središča.
Urad za metropolitansko arhitekturo je 1. januarja 2002 dobil pogodbo od podjetja Beijing International Tendering Co. za izgradnjo sedeža CCTV in televizijskega kulturnega centra, potem ko je zmagal na mednarodnem oblikovalskem natečaju. V žiriji sta bila arhitekt Arata Isozaki in kritik Charles Jencks. Je eden prvih od 300 novih stolpov v novem poslovnem središču Pekinga. V notranjosti so pisarne in studii za administracijo, novice, oddajanje in produkcijo programov.
Sedež CCTV je predsednik uradno odprl 1. januarja 2008. Med uglednimi gosti na otvoritvi so bili Hu Džintao, Džjang Dzemin, Ven Džiabao in Guo Džinlong.
Sedež CCTV so arhitekturni kritiki označili za morda »največje arhitekturno delo, zgrajeno v tem stoletju«", in je leta 2013 prejel nagrado za najboljšo visoko stavbo na svetu od Sveta za visoke stavbe in urbano okolje.

## Požar leta 2009
Sosednja stavba v kompleksu, Televizijski kulturni center, je zagorela zaradi ognjemeta na dan festivala luči, 9. februarja 2009, pred predvidenim dokončanjem stavbe maja 2009. V stavbi naj bi bili hotel Beijing Mandarin Oriental, center za obiskovalce, veliko javno gledališče, dva snemalna studia s tremi avdio kontrolnimi sobami, digitalni kino in dve projekcijski sobi. 160 metrov visok hotel Mandarin Oriental je bil hudo poškodovan, en gasilec pa je bil ubit.Direktor projekta in 19 drugih je bilo zaprtih. 25. oktobra 2009 so bili pred vhodom CCTV postavljeni odri, kar je kazalo na začetek prenove stavbe. 9. februarja 2010 glavni stolp CCTV še vedno ni bil zaseden.
- Pekinško središče mesta s stolpom CCTV in stolpom 3 svetovnega trgovinskega centra se bliža dokončanju (julij 2008)
- Sedež CCTV na Kitajskem, okrožje Peking, se bliža dokončanju (april 2008)
- Sedež CCTV končan (2009)